# Hotel Rixos Al Nasr

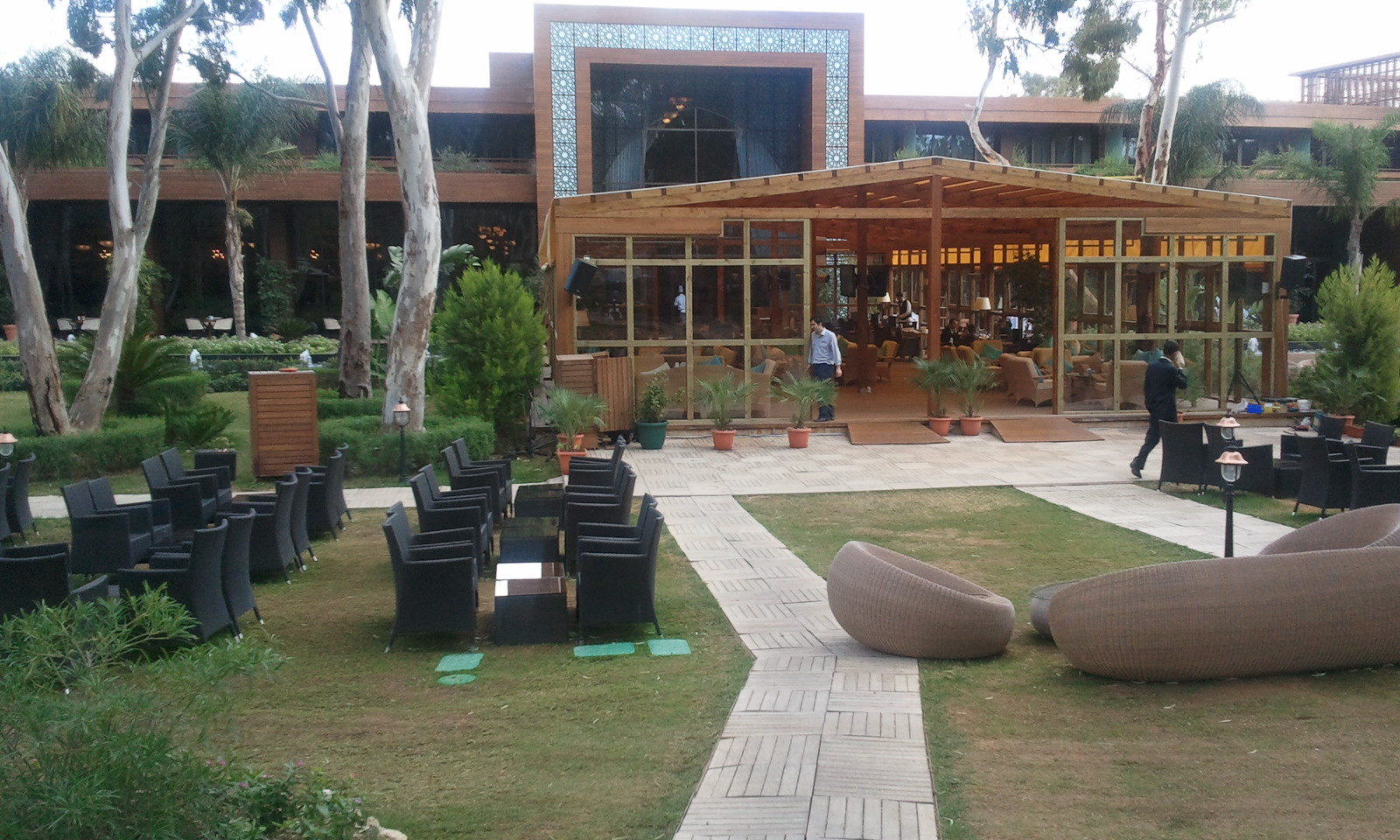
Rixos Al Nasr

Das Rixos Al Nasr ist ein Hotel mit fünf Sternen in Tripolis. Es gehört dem türkischen Unternehmen Rixos Hotels und wurde am 12. März 2010 eröffnet.
Im Libyschen Bürgerkrieg waren hier internationale Journalisten untergebracht. Der libysche Informationsminister gab im Foyer regelmäßig Pressekonferenzen. Im März 2011 machte die libysche Juristin Iman al-Obeidi Schlagzeilen, als sie im Hotel über Misshandlungen sprach.